# Helictopleurus aeneoniger
Helictopleurus aeneoniger är en skalbaggsart som beskrevs av Lebis 1960. Helictopleurus aeneoniger ingår i släktet Helictopleurus och familjen bladhorningar. Inga underarter finns listade i Catalogue of Life.